# 의상도착적 페티시즘

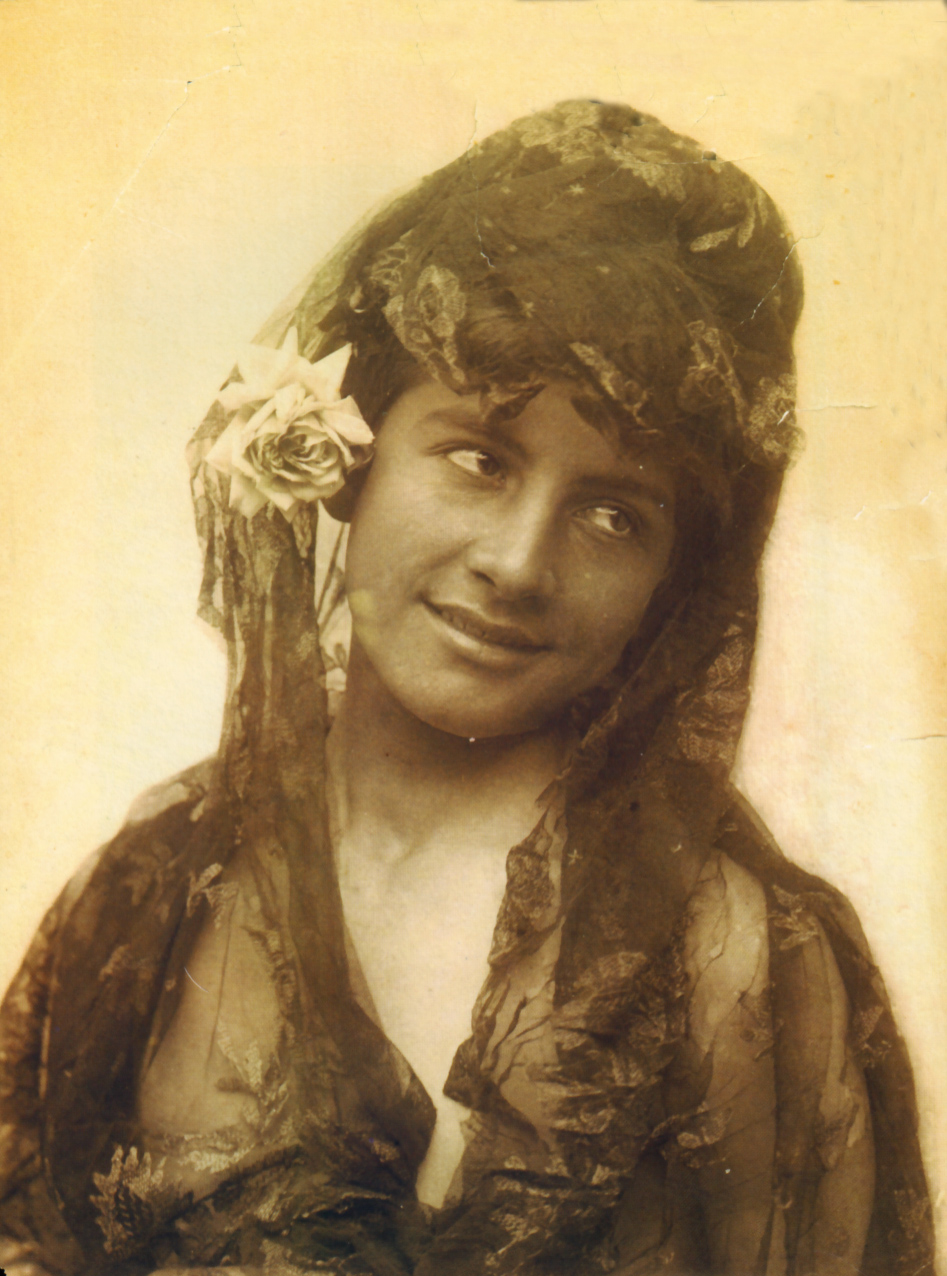
시칠리아의 소년이 스페인 여성의 복장을 입은, 빌헬름 폰 글뢰덴에 의해 촬영된 후기 19세기의 사진

CD와는 다르게 TV성향이라 칭한다. 크로스드레싱과 마찬가지로 이성의 복장을 하지만 그것에 만족하지 않고 이성의 성적 역할을 하는 것에 성적인 만족을 얻는 부류를 뜻한다.
크로스 드레서의 혼동도 존재한다. 크로스 드레서(이하:시디라 칭한다)의 경우 이성의 복장을 착용하는 것만으로 성적인 만족감을 얻는다. 그 몇몇은 그에 만족하지 못하고 이성의 성적인 포지션으로성교를 하는 것까지 원하는 부류가 있기에  개인적인 견해로는 시디에서 파생되거나 진화한 부류라 생각한다.
이들의 경우 이성의 복장을 착용하는 것에 그치치 않고 이성의 의상을 착용하고 성교를 하는 것이 만족감을 얻는 방법이다.
흔히 여장커뮤니티나 게이 커뮤니티에서  시디바텀이라 칭하는 부류가 이에 속한다고 볼 수 있겠다.
특이점은 이들 중 상당수는 이성의 복장을 착용하지 아니했을때에는 동성애적 성교에 거부감을 느끼는 경우가 많다고 한다.
이들에게 이성의 의상은 다른 인격을 나타내는 매개체일수도 있다고 생각된다